# Куасуиттук
Куасуиттук (англ. Qausuittuq National Park (произн. Qow-soo-ee-tooq), фр. Parc national Qausuittuq) — национальный парк Канады, расположенный на северо-западе острова Батерст региона Кикиктани канадской территории Нунавут. Куасуиттук был официально создан 1 сентября 2015 года, став 45-м национальным парком Канады. К югу находится национальный заповедник Полар-Беар-Пасс.
В переводе с инуитского языка Куасуиттук обозначает место, где не поднимается солнце. Площадь парка 11 000 км², почти две трети от всего острова.

## История
В 1994 году начат проект по технико-экономическому обоснованию создания парка, что включало в себя оценку минеральных и энергетических ресурсов. Земли на севере острова были выделены уже в 1996 году, хотя отчёт проекта был опубликован только в 1999 году, а общее обоснование завершено в 2000 году.
Резольют, ближайшее к парку поселение, было основано в 1953 году на острове Корнуоллис (чуть восточнее Батерста). Местное население использовали земли Батерста для охоты и рыбной ловли. В 2009 году Парки Канады инициировали начало переговоров с сообществом Резольюта, с целью достичь соглашения по разумному сокращению этих действий на территории будущего парка (Inuit Impact and Benefit Agreement или IIBA). Первоначальное название было Национальный парк Туктусюкуляк (Tuktusiuqvialuk), а своё текущее название получил позднее, по результатам проводимого конкурса.
В 2015 году федеральное правительство вынесло на обсуждение законопроект о создании национального парка, который был одобрен 24 июня. Так как в законопроекте сказано, что он вступает в силу в день одобрения или 1 сентября 2015 года (в зависимости от того, какая дата наступит позже), официально парк был создан осенью. В 2016 году Куасуиттук был открыт для первых посетителей.

## Флора и фауна
Холодный сухой климат острова Батерст ограничивает развитие питательных веществ в почве, что, в свою очередь, сказывается на растительности. В регионе наблюдается однообразие сосудистых растений и преобладание травянистых. В основном флору представляют камнеломка супротивнолистная, ива травянистая, осоковые, злаки, мхи и лишайники.
Среди представителей фауны, адаптированных к этой среде, преобладают карибу Пири, овцебыки, арктические волки, полярные лисицы и некоторые виды птицы, такие как полярные совы, белые гуси, гаги-гребенушки, поморниковые, а также различные чайки и кулики. К морским вида относятся кольчатые нерпы, лахтаки, белые медведи, моржи, полярные киты, нарвалы.